# Álvaro Djaló
Álvaro Djaló Dias-Fernandes (Madrid, 16 augustus 1999) is een Spaans voetballer die bij voorkeur als vleugelspeler speelt. Hij tekende in 2024 voor Athletic Bilbao.

## Clubcarrière
Athletic Bilbao haalde Djaló in 2024 weg bij SC Braga voor een bedrag van vijftien miljoen euro. Op 28 augustus 2024 debuteerde hij in La Liga tegen Valencia CF. Op 22 september 2024 vierde hij zijn eerste competitietreffer tegen Celta de Vigo. 